# Un Récord Por Ellas
Un Récord Por Ellas fue una serie de conciertos de la cantante española Ruth Lorenzo, anunciada en septiembre de 2016, y que incluyó 8 conciertos en España. Se trataba de un proyecto solidario que tenía como objetivo que el día mundial contra el cáncer de mama la cantante intentara batir un récord mundial para recaudar fondos para la causa, ofreciendo en 12 horas 8 conciertos en varias ciudades españolas.
El día 11 de octubre, Ruth anunció mediante sus redes sociales que se ponían a la venta sus nuevos productos, de los cuales todo el dinero recaudado iría destinado a la Asociación Española Contra el Cáncer. El 14 de octubre se puso a la venta la canción "Voces" que sería utilizada como himno para la causa solidaria, promovida por Cadena 100. Ese mismo día, el sencillo llegó al número uno en iTunes España, donde permaneció varios días de las siguientes semanas.
El récord fue conseguido y certificado in situ en el último de los conciertos por una juez oficial de Guinness World Records

## Antecedentes
El 24 de septiembre Ruth Lorenzo mediante sus redes sociales anuncio de forma oficial, por sorpresa y sin precedente, el proyecto de ofrecer varios conciertos solidarios en 12 horas, bajo el nombre Un Récord Por Ellas. Así, la cantante el 19 de octubre actuará en ocho lugares en 12 horas.

## Programación
| Ciudad        | País   | Recinto                          | HORA   |
| 19 de octubre |        |                                  |        |
| Murcia        | España | Sede AECC                        | 10:00h |
| Hellín        | España | Sede Junta Local AECC            | 11:45h |
| Albacete      | España | Sede Junta Provincial AECC       | 13:00h |
| Villarobledo  | España | Sede Junta Local AECC            | 14:40h |
| Manzanares    | España | Casa Municipal de Cultura        | 16:15h |
| Consuegra     | España | Teatro Don Quijote               | 17:50h |
| Toledo        | España | Colegio Oficial de Farmacéuticos | 19:20h |
| Madrid        | España | Sala El Caracol                  | 21:00h |